# Enquin-sur-Baillons
Enquin-sur-Baillons ist eine französische Gemeinde im Département Pas-de-Calais in der Region Hauts-de-France. Sie gehört zum Kanton Lumbres im Arrondissement Montreuil.

## Lage
Die Gemeinde Enquin-sur-Baillons liegt an der oberen Course im Artois, 17 Kilometer nordöstlich der Küstenstadt Étaples. Nachbargemeinden von Enquin-sur-Baillons sind Bezinghem im Norden, Preures im Osten und Beussent im Südwesten.

## Bevölkerungsentwicklung
| Jahr                       | 1962 | 1968 | 1975 | 1982 | 1990 | 1999 | 2006 | 2016 | 2022 |
| -------------------------- | ---- | ---- | ---- | ---- | ---- | ---- | ---- | ---- | ---- |
| Einwohner                  | 143  | 153  | 152  | 156  | 159  | 173  | 196  | 280  | 243  |
| Quellen: Cassini und INSEE |      |      |      |      |      |      |      |      |      |

## Sehenswürdigkeiten

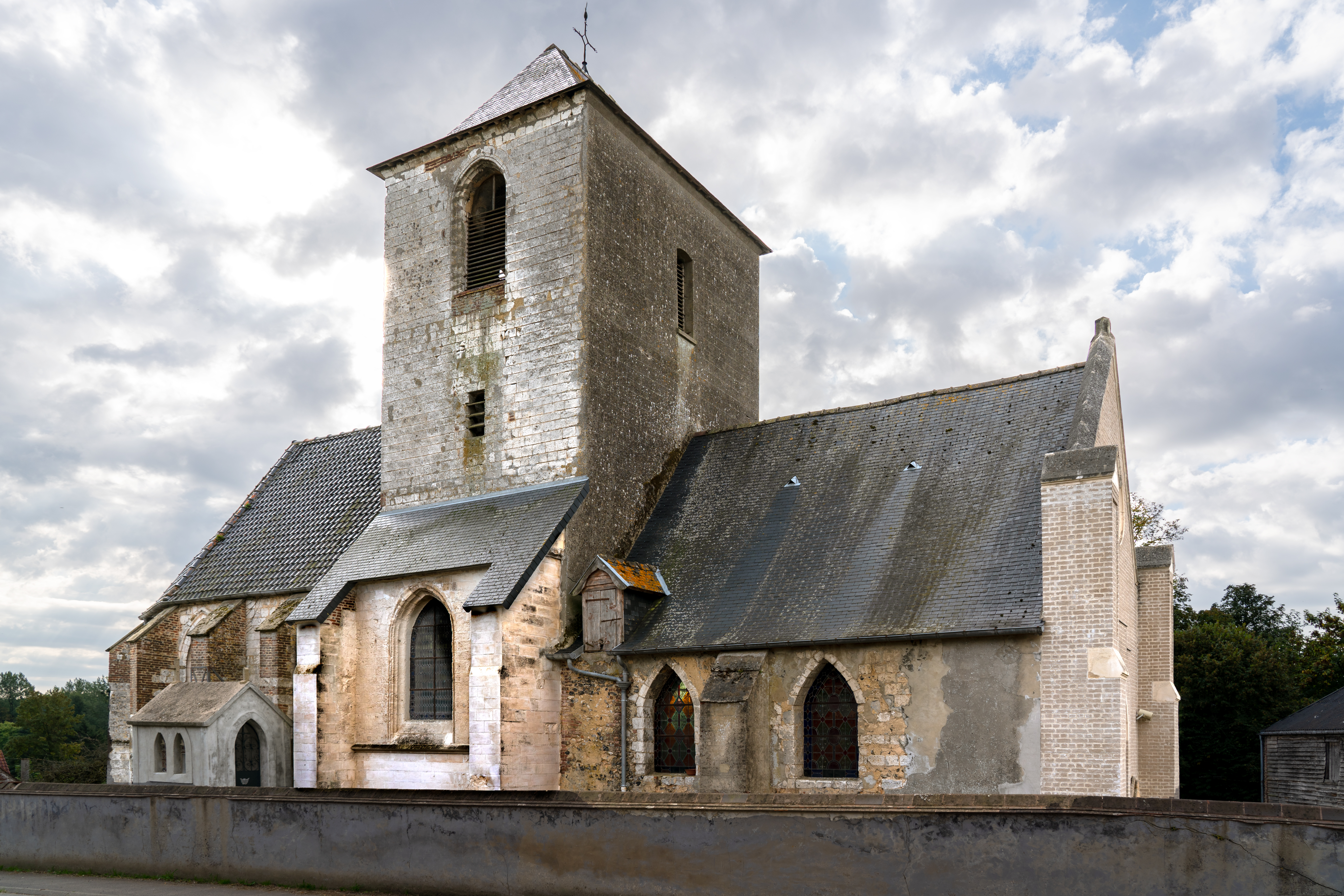
Kirche Saint-Sylvestre
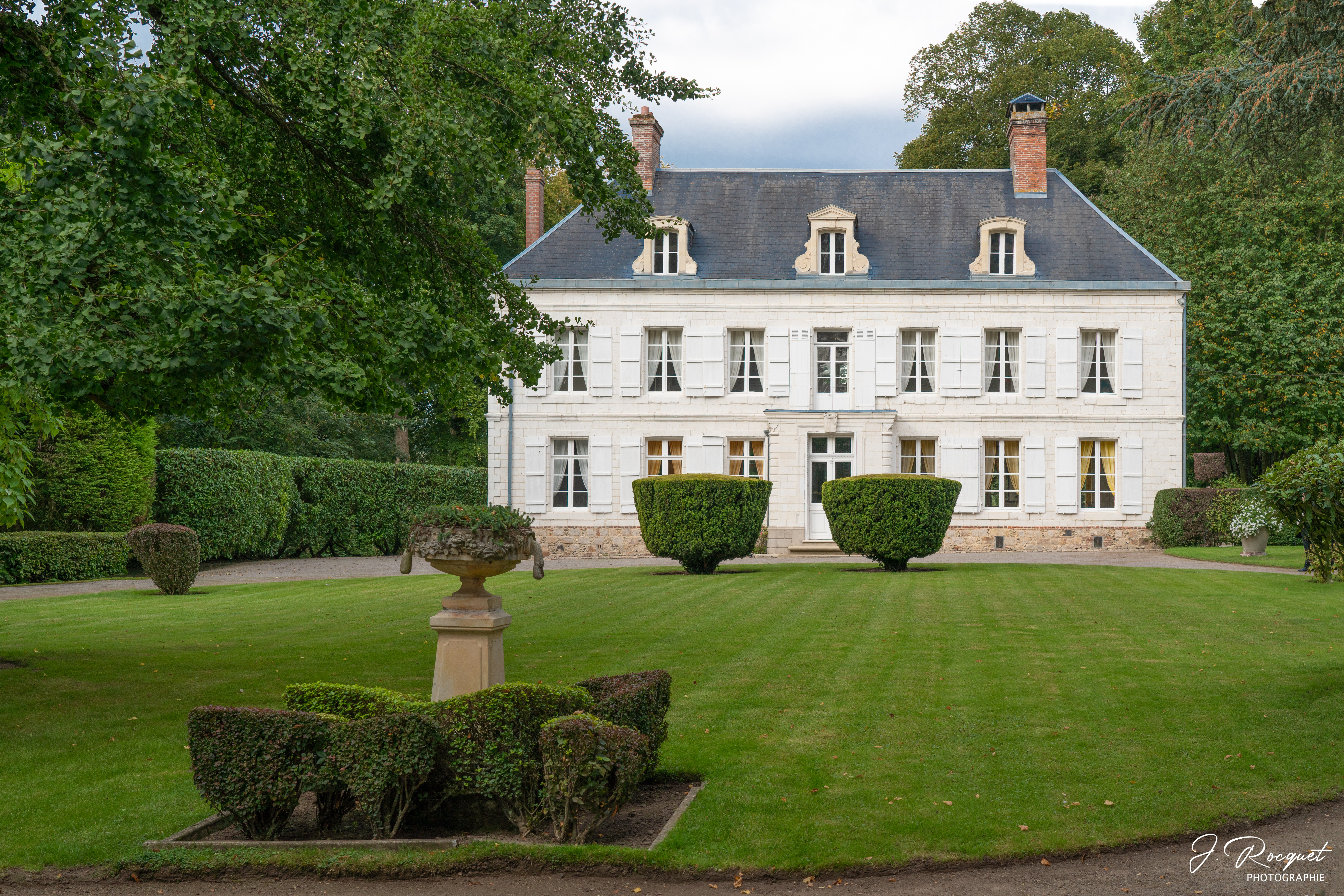
Schloss
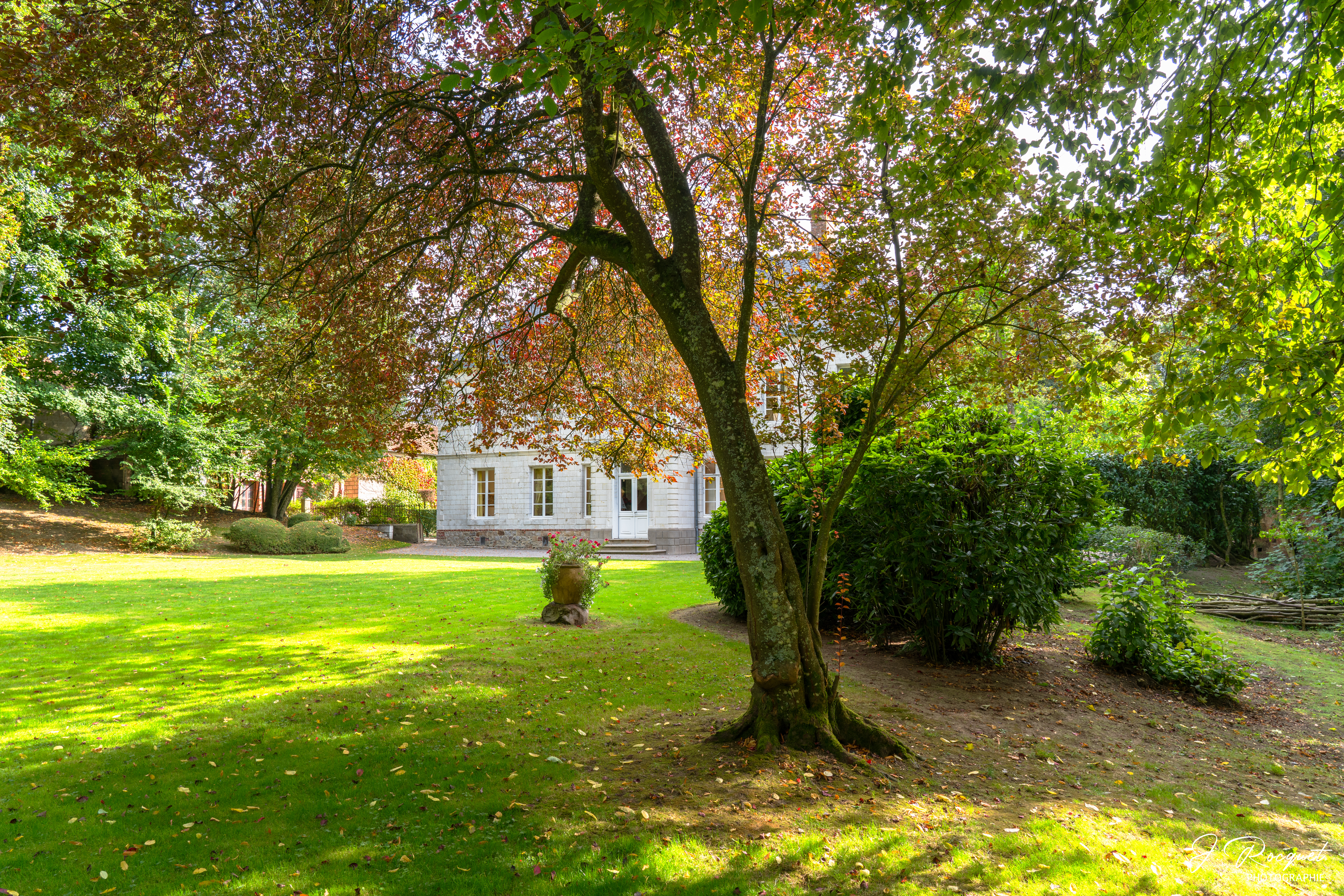
Schlosspark

- Schloss mit Park
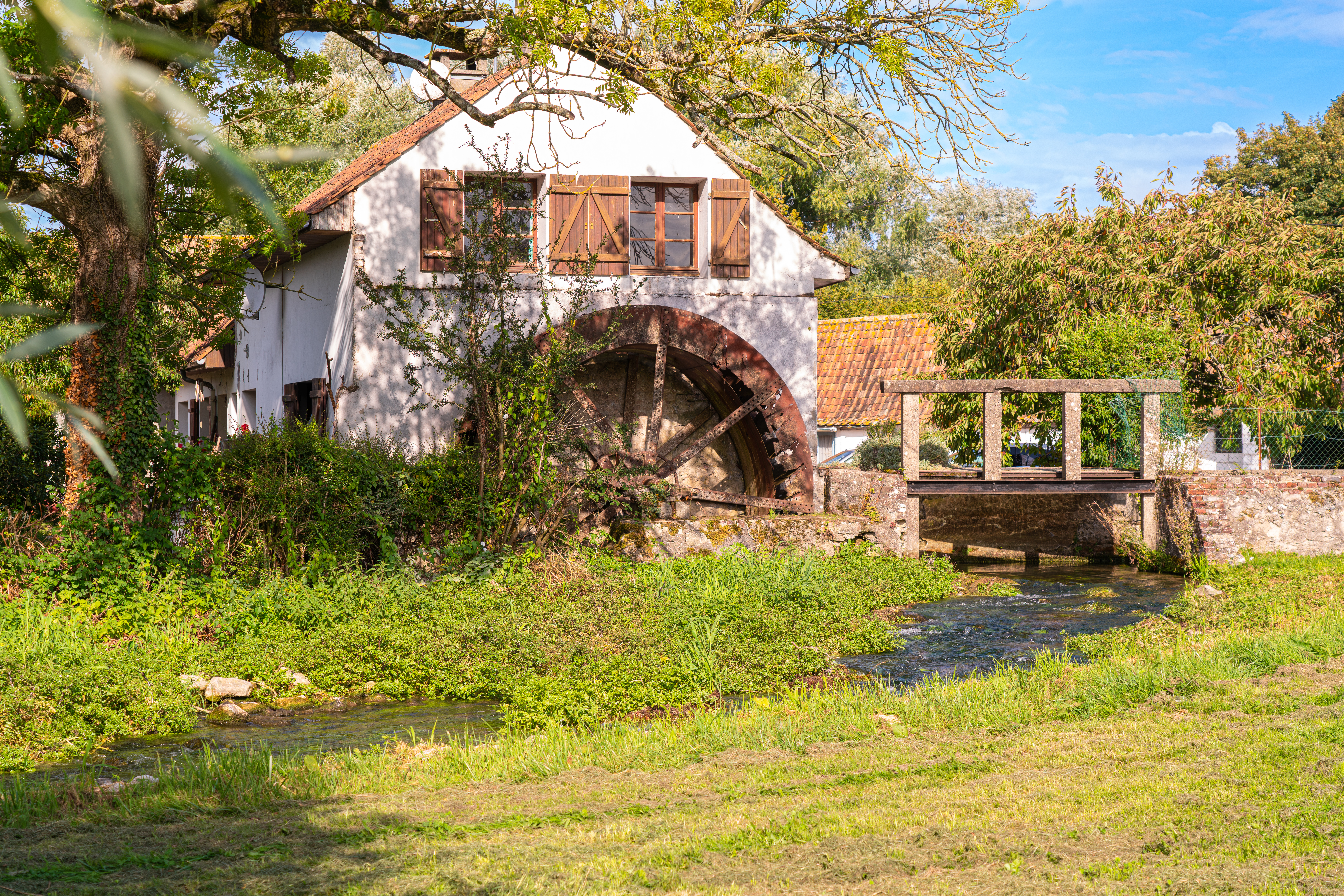
Wassermühle
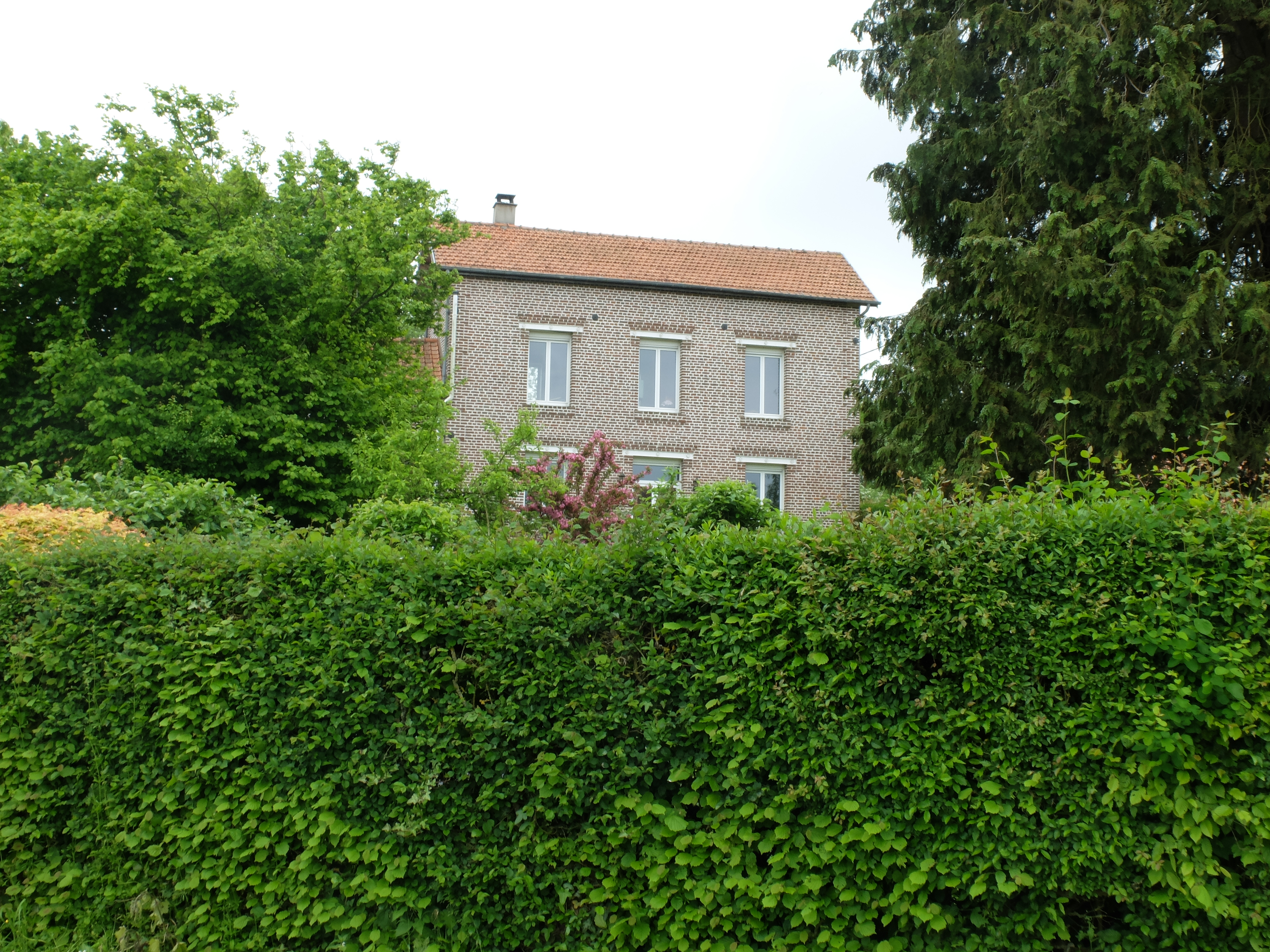
Ehemaliger Bahnhof an der Strecke von Berck-Plage nach Aire-sur-la-Lys
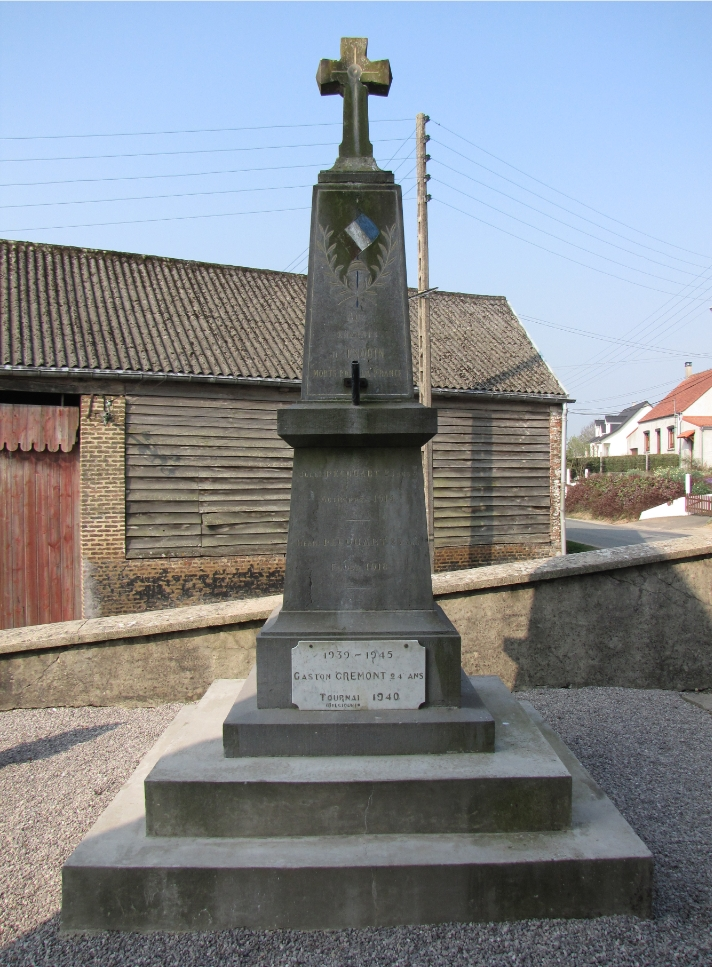
Gefallenendenkmal

- Kirche Saint-Sylvestre
- Schloss
- Schlosspark
- Wassermühle
- Ehemaliger Bahnhof an der Strecke von Berck-Plage nach Aire-sur-la-Lys
- Gefallenendenkmal